# 養父駅
養父駅（やぶえき）は、兵庫県養父市堀畑字石郡にある、西日本旅客鉄道（JR西日本）山陰本線の駅である。

## 概要
養父の名前を冠しているが、養父市の代表駅は隣の八鹿駅となっている。普通列車のみの停車で特急は停車しない。

## 歴史
- 1908年（明治41年）7月1日：帝国鉄道庁の駅として和田山駅 - 八鹿駅間延伸時に開設[1]。客貨取扱開始[2]。
- 1909年（明治42年）10月12日：線路名称制定。播但線の所属となる。
- 1912年（明治45年）3月1日：線路名称改定。播但線福知山駅 - 和田山駅 - 香住駅間が山陰本線に編入され、当駅もその所属となる。
- 1970年（昭和45年）12月15日：貨物取扱廃止[2]、日中のみ駅員配置とする[3][4]。
- 1984年（昭和59年）10月1日：簡易委託駅化[5]。
- 1987年（昭和62年）4月1日：国鉄分割民営化に伴い、西日本旅客鉄道（JR西日本）の駅となる[2]。
- 1990年（平成2年）6月1日：豊岡鉄道部発足に伴い、同鉄道部管轄となる（当駅から居組駅までの全旅客駅共通）[6]。
- 2010年（平成22年）6月1日：豊岡鉄道部廃止に伴い福知山支社直轄に戻され、豊岡駅管轄へ変更される（同上）[7]。
- 時期不詳：管理駅が福知山駅に変更。
- 2022年（令和4年）
  - 6月1日：管理駅が福知山駅から豊岡駅に変更。
  - 10月1日：組織改正に伴い、近畿統括本部福知山管理部管轄となる。

## 駅構造
島式ホーム1面2線を有する、列車交換可能な地上駅。駅前後の線路は両開き分岐（Y字形）で1線スルー配線にはなっていないため、発着番線（乗り場）は方向別で分けられている。駅舎は線路東側にあり、ホームへは跨線橋で連絡している。前述の両開き分岐である影響で、通過列車であっても速度を落として走行する。
豊岡駅管理の簡易委託駅。なお、当駅では、2019年（令和元年）7月現在、ICOCA等のICカード乗車券への対応予定は無い。自動券売機は撤去され、現存しない。

### のりば
| のりば | 路線     | 方向 | 行先                   |
| ------ | -------- | ---- | ---------------------- |
| 1      | 山陰本線 | 上り | 和田山・京都・大阪方面 |
| 2      | 山陰本線 | 下り | 豊岡・城崎温泉方面     |

※ 以前はホーム上にのりば番号表記は無く、列車到着時の自動放送及び駅掲示の時刻表でのみで明確にされていたが、現在は上屋に番号標が貼付けられている。

## 利用状況
JR西日本の移動等円滑化取組報告書によると、2023年（令和5年）度の1日平均乗降人員は92人であった。
「兵庫県統計書」によると、近年の1日平均乗車人員の推移は以下の通り。
| 年度   | 1日平均 乗車人員 |
| ------ | ---------------- |
| 2000年 | 178              |
| 2001年 | 170              |
| 2002年 | 151              |
| 2003年 | 156              |
| 2004年 | 146              |
| 2005年 | 141              |
| 2006年 | 139              |
| 2007年 | 134              |
| 2008年 | 124              |
| 2009年 | 109              |
| 2010年 | 116              |
| 2011年 | 97               |
| 2012年 | 99               |
| 2013年 | 92               |
| 2014年 | 80               |
| 2015年 | 84               |
| 2016年 | 76               |
| 2020年 | 66               |

## 駅周辺
旧・養父町の代表駅であった。
- 和田山高田簡易郵便局
- 森医院

## バス路線
- 全但バス
  - 八鹿駅
  - 和田山営業所（玉置）・中央公園・山口・生野駅裏・建屋
- 養父市コミュニティバス「わいわいバス」
  - 養父庁舎・Yタウン・高中

## 隣の駅
西日本旅客鉄道（JR西日本）
 山陰本線
和田山駅 - 養父駅 - 八鹿駅